# Noah Sonko Sundberg
Jonatan Noah Kemeseng Sonko Sundberg (Stoccolma, 6 giugno 1996) è un calciatore gambiano con cittadinanza svedese, difensore del Arīs Salonicco e della nazionale gambiana.

## Carriera

### Club
Di padre svedese e madre gambiana, Sonko Sundberg ha iniziato a giocare a calcio all'età di 6 anni. Nel 2010 ha lasciato l'Enskede IK, club minore di Stoccolma in cui era cresciuto fino a quel momento, per entrare a far parte delle giovanili dell'AIK. Arrivato come attaccante, inizia ad essere schierato in un nuovo ruolo fino ad essere utilizzato stabilmente come difensore centrale.
Il debutto non ufficiale con la prima squadra è avvenuto il 6 agosto 2013 durante un'amichevole estiva contro il Manchester United (1-1). Nel novembre 2013 ha firmato un contratto triennale. Ha collezionato la sua prima presenza ufficiale in Allsvenskan il 2 giugno 2014, partendo titolare nella vittoria casalinga contro il Brommapojkarna. Il 20 luglio dello stesso anno ha realizzato la prima rete in campionato con un colpo di testa sul campo del Falkenberg. Il 4 maggio 2015 ha chiuso il derby contro l'Hammarby segnando il definitivo 2-0.
Ha iniziato la stagione 2016 in prestito al GIF Sundsvall con un accordo inizialmente valido fino al 15 luglio, ma poi prorogato fino al termine dell'anno. Il prestito del difensore ventenne dall'AIK al GIF Sundsvall è stato ulteriormente esteso a tutta la stagione 2017.
L'8 gennaio 2018 è stato presentato dall'Östersund con un contratto quadriennale. Al termine dell'ultimo dei suoi quattro anni di permanenza, i rossoneri sono retrocessi in Superettan.
Il 4 novembre 2021 è stato reso noto il suo ingaggio a parametro zero – valido dal gennaio 2022 – da parte dei bulgari del Levski Sofia per i successivi due anni e mezzo.

### Nazionale
Sonko Sundberg ha fatto parte della Nazionale svedese Under-17 che ha vinto il bronzo ai Mondiali 2013 di categoria, giocando titolare 6 partite ma saltando la finale per il terzo posto a causa di un infortunio alla coscia. Ha fatto parte dei 18 convocati del CT Håkan Ericson per le Olimpiadi di Rio 2016, senza mai scendere in campo.
Gambiano per parte di madre, il 2 ottobre del 2020 accetta la chiamata della nazionale gambiana. Il 9 ottobre successivo, esordisce in un incontro amichevole vinto per 1-0 contro il Congo.
Nel dicembre del 2021, il CT Tom Saintfiet lo include nella lista dei ventotto convocati per la Coppa d'Africa 2021.

## Statistiche

### Cronologia presenze e reti in nazionale
| Cronologia completa delle presenze e delle reti in nazionale ― Gambia | Cronologia completa delle presenze e delle reti in nazionale ― Gambia | Cronologia completa delle presenze e delle reti in nazionale ― Gambia | Cronologia completa delle presenze e delle reti in nazionale ― Gambia | Cronologia completa delle presenze e delle reti in nazionale ― Gambia | Cronologia completa delle presenze e delle reti in nazionale ― Gambia | Cronologia completa delle presenze e delle reti in nazionale ― Gambia | Cronologia completa delle presenze e delle reti in nazionale ― Gambia |
| Data                                                                  | Città                                                                 | In casa                                                               | Risultato                                                             | Ospiti                                                                | Competizione                                                          | Reti                                                                  | Note                                                                  |
| --------------------------------------------------------------------- | --------------------------------------------------------------------- | --------------------------------------------------------------------- | --------------------------------------------------------------------- | --------------------------------------------------------------------- | --------------------------------------------------------------------- | --------------------------------------------------------------------- | --------------------------------------------------------------------- |
| 9-10-2020                                                             | Parchal                                                               | Gambia                                                                | 1 – 0                                                                 | Rep. del Congo                                                        | Amichevole                                                            | -                                                                     |                                                                       |
| 12-11-2020                                                            | Franceville                                                           | Gabon                                                                 | 2 – 1                                                                 | Gambia                                                                | Qual. Coppa d'Africa 2021                                             | -                                                                     |                                                                       |
| 16-11-2020                                                            | Bakau                                                                 | Gambia                                                                | 2 – 1                                                                 | Gabon                                                                 | Qual. Coppa d'Africa 2021                                             | -                                                                     |                                                                       |
| 25-3-2021                                                             | Bakau                                                                 | Gambia                                                                | 1 – 0                                                                 | Angola                                                                | Qual. Coppa d'Africa 2021                                             | -                                                                     | 84’                                                                   |
| 9-10-2021                                                             | El Jadida                                                             | Gambia                                                                | 1 – 2                                                                 | Sierra Leone                                                          | Amichevole                                                            | -                                                                     | 70’                                                                   |
| 16-11-2021                                                            | Abu Dhabi                                                             | Nuova Zelanda                                                         | 2 – 0                                                                 | Gambia                                                                | Amichevole                                                            | -                                                                     | 74’                                                                   |
| 16-1-2022                                                             | Limbe                                                                 | Mauritania                                                            | 0 – 1                                                                 | Gambia                                                                | Coppa d'Africa 2021 - 1º turno                                        | -                                                                     | 73’                                                                   |
| 20-1-2022                                                             | Limbe                                                                 | Gambia                                                                | 1 – 0                                                                 | Tunisia                                                               | Coppa d'Africa 2021 - 1º turno                                        | -                                                                     | 61’                                                                   |
| 29-1-2022                                                             | Douala                                                                | Gambia                                                                | 0 – 2                                                                 | Camerun                                                               | Coppa d'Africa 2021 - Quarti di finale                                | -                                                                     | 22’ 85’                                                               |
| 23-3-2022                                                             | Yaoundé                                                               | Ciad                                                                  | 0 – 1                                                                 | Gambia                                                                | Qual. Coppa d'Africa 2023                                             | -                                                                     |                                                                       |
| 29-3-2022                                                             | Agadir                                                                | Gambia                                                                | 2 – 2                                                                 | Ciad                                                                  | Qual. Coppa d'Africa 2023                                             | -                                                                     | 67’                                                                   |
| 20-11-2022                                                            | Aksu                                                                  | Guinea-Bissau                                                         | 0 – 0                                                                 | Gambia                                                                | Amichevole                                                            | -                                                                     |                                                                       |
| 24-3-2023                                                             | Bamako                                                                | Mali                                                                  | 2 – 0                                                                 | Gambia                                                                | Qual. Coppa d'Africa 2023                                             | -                                                                     |                                                                       |
| 28-3-2023                                                             | Casablanca                                                            | Gambia                                                                | 1 – 0                                                                 | Mali                                                                  | Qual. Coppa d'Africa 2023                                             | -                                                                     |                                                                       |
| 10-9-2023                                                             | Marrakech                                                             | Gambia                                                                | 2 – 2                                                                 | Rep. del Congo                                                        | Qual. Coppa d'Africa 2023                                             | -                                                                     | 73’                                                                   |
| 16-11-2023                                                            | Dar es Salaam                                                         | Burundi                                                               | 3 – 2                                                                 | Gambia                                                                | Qual. Mondiali 2026                                                   | -                                                                     |                                                                       |
| 20-11-2023                                                            | Dar es Salaam                                                         | Gambia                                                                | 0 – 2                                                                 | Costa d'Avorio                                                        | Qual. Mondiali 2026                                                   | -                                                                     | 90+2’                                                                 |
| 19-1-2024                                                             | Yamoussoukro                                                          | Guinea                                                                | 1 – 0                                                                 | Gambia                                                                | Coppa d'Africa 2023 - 1º turno                                        | -                                                                     | 81’                                                                   |
| Totale                                                                |                                                                       | Presenze                                                              | 18                                                                    |                                                                       | Reti                                                                  | 0                                                                     |                                                                       |

## Palmarès

### Club

#### Competizioni nazionali
- Coppa di Bulgaria: 1

Levski Sofia: 2021-2022
- Supercoppa di Bulgaria: 1

Ludogorec: 2023
- Campionato bulgaro: 1

Ludogorec: 2023-2024